# Anarthria
Anarthria là một chi thực vật có hoa trong họ Anarthriaceae.